# Mosaïque
Pour les articles homonymes, voir Mosaïque (homonymie).
 (décembre 2014).

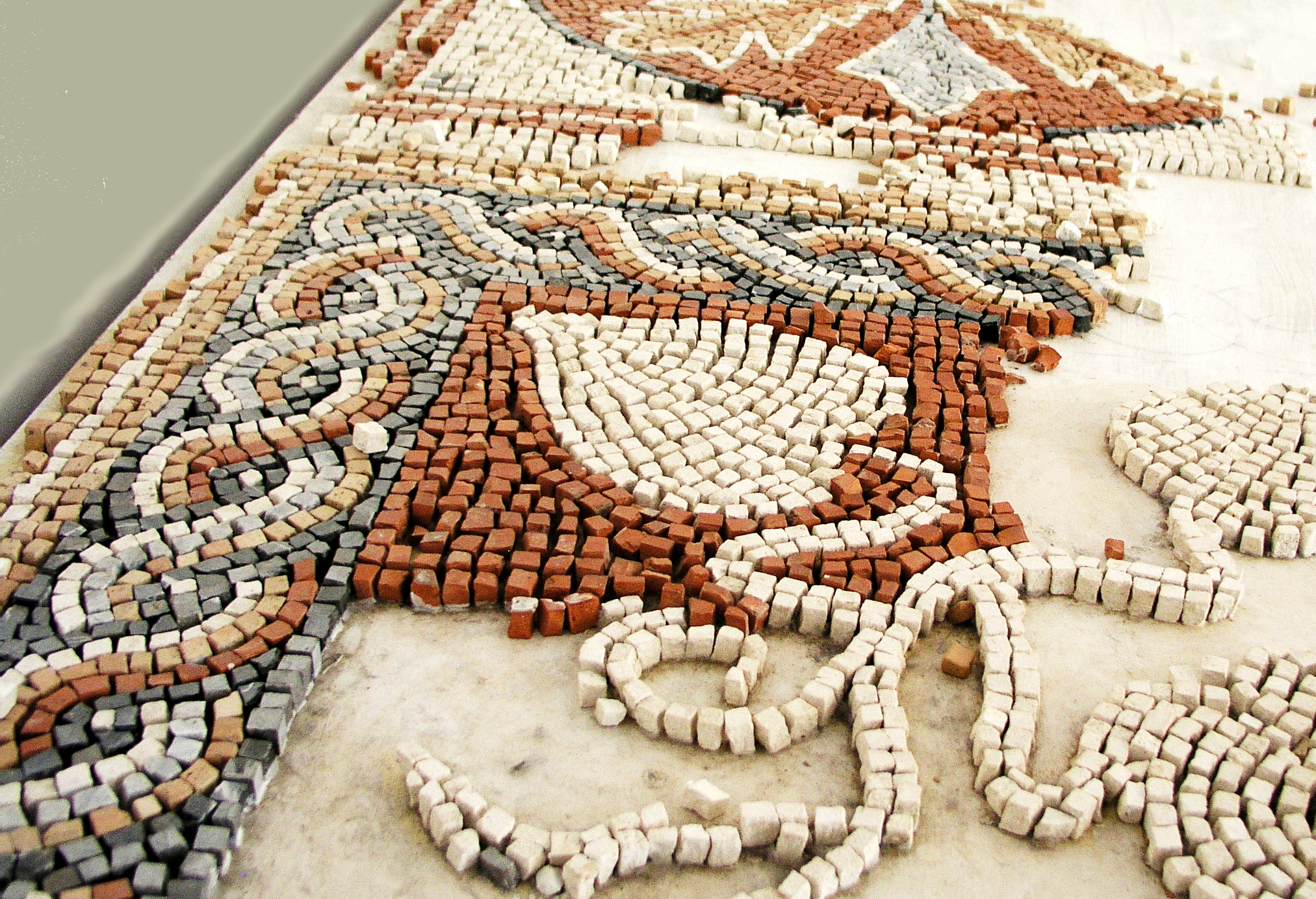
Pratique de la mosaïque au musée de site de la villa gallo-romaine de Loupian, (Hérault).

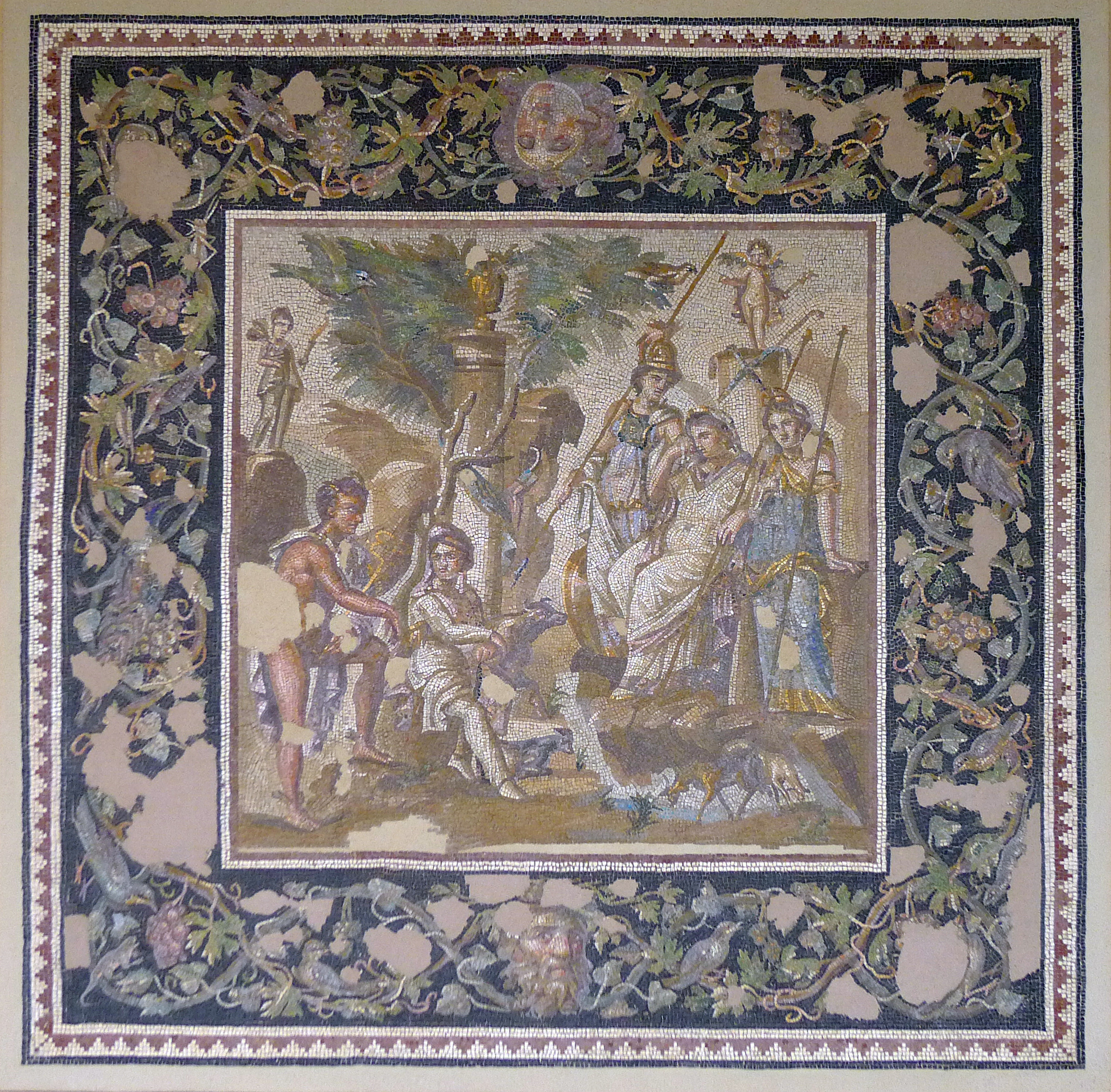
Le Jugement de Pâris, mosaïque de sol originaire d'Antioche, IIe siècle, Paris, musée du Louvre.

La mosaïque est un art décoratif dans lequel on utilise des fragments de pierre (marbre, granito), de pierres colorées, d'émail, de verre, ou encore de céramique, assemblés à l'aide de mastic ou d'enduit, pour former des motifs ou des figures. Quel que soit le matériau utilisé, ces fragments sont appelés des tesselles.
Très utilisée pendant l'Antiquité romaine, la mosaïque reste en usage tout au long du Moyen Âge, en particulier chez les Byzantins, continuateurs des Grecs et des Romains (basilique Saint-Vital de Ravenne), et tout au long de la Renaissance. Après avoir quasiment disparu pendant plusieurs siècles, cet art est réapparu au grand jour en France avec les mosaïques de l'opéra Garnier à Paris, par Giandomenico Facchina. Le mouvement Art nouveau amplifiera par la suite cette large diffusion. Aujourd'hui, la mosaïque est utilisée tant par des artistes du mouvement Op Art tels que Carlos Cruz-Diez, Vasarely que pour des décors du quotidien en architecture et décoration intérieure ou extérieure.
On distingue différents types de mosaïques :
- la mosaïque grecque, faite de galets non taillés ;
- la mosaïque romaine, faite de pierre et de marbre, plus rarement de pâte de verre et de coquillages, elle revêt les sols et les murs ;
- la mosaïque byzantine, puis vénitienne : faite d'émaux, de pâtes de verre, et d'or, elle est essentiellement pariétale ;
- la mosaïque florentine : faite de pierres semi-précieuses extrêmement imbriquées les unes dans les autres. La technique a aussi été développée au XIXe siècle, en Russie, pour constituer la mosaïque russe, ou école russe de la mosaïque florentine ;
- la mosaïque moderne : faite d'émaux vénitiens, de grès, de marbre, d'or, elle revêt les sols et les murs ;
- la mosaïque contemporaine : faite de tous types de matériaux, elle s'applique à tous types de supports ;
- la mosaïque de grains : faite de pierres broyées en grains et permet de très belles décorations de mur et/ou des objets.

## Historique

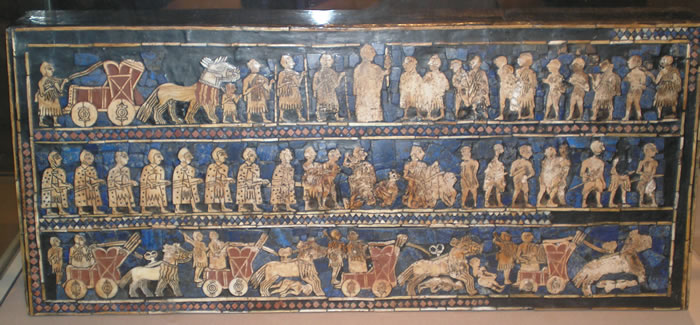
La Bannière d'Ur, mosaïque sumérienne (coquille, calcaire rouge, lapis-lazuli et bitume) découverte dans une tombe d'Ur (vers 2500 av. J.-C.), Londres, British Museum.

### Étymologie et origine
La mosaïque est née à Uruk, en Mésopotamie (de nos jours région d'Irak), il y a environ 6 000 ans. Les mosaïques sont alors faites de cônes d'argile peints qui, assemblés, constituent des motifs géométriques.
Le terme « mosaïque » vient du latin tardif musaicum (opus), mot lui-même dérivé du grec ancien μουσεῖον / mouseîon, désignant ce qui se rapporte aux Muses. Dans la Grèce antique, cette technique, à l'origine, était employée dans les grottes consacrées aux muses.

### Mosaïque grecque

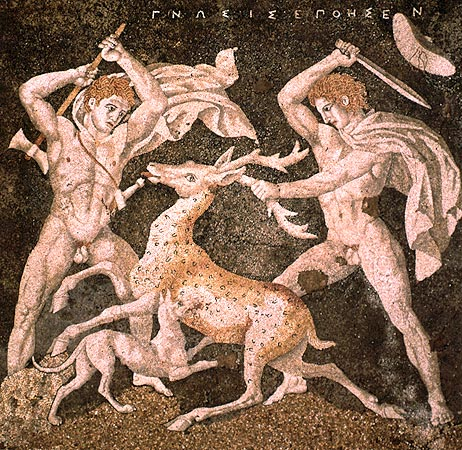
Mosaïque de la chasse au cerf, maison de l'Enlèvement d'Hélène à Pella, Œuvre signée par le mosaïste Gnôsis.

À ses débuts, avant d'être un art décoratif, la mosaïque grecque est utilitaire. On la trouve dans les pièces exposées à l'humidité en tant que pavement. La technique la plus ancienne, opus lapilli, est constituée de galets non taillés noirs, blancs, orange, marron et rouges, quoiqu'ils soient souvent placés en dichotomie (contraste sombre/clair), rappelant les vases peints. On représente bientôt des scènes de la vie quotidienne, de chasse et des animaux. Les mosaïques du palais de Pella symbolisent l'apogée de cette technique, et on y observe des galets de terre cuite trempés dans du colorant, ainsi que l'utilisation de lames de plomb et de terre cuite pour cerner certains détails anatomiques. Les mosaïques ne sont plus uniquement destinées aux pavements, mais sont aussi pariétales. Elles sont devenues un mode de revêtement prisé utilisé pour la décoration domestique.
Au IIIe siècle, les tesselles composant les mosaïques commencent à être taillées à la marteline, et cette technique de taille sera employée ensuite pour toutes les mosaïques à l'époque romaine. C'est l'opus tessellatum. Une autre technique voit le jour, l'opus sectile, constitué de grandes plaques de marbre aux motifs géométriques, découpées selon le dessin.
Les techniques de mosaïque se développent essentiellement en Macédoine à l'époque hellénistique, mais elles se propagent sur tout le bassin méditerranéen, on retrouve donc ce type de mosaïque dans des villes égyptiennes.

### Mosaïque romaine

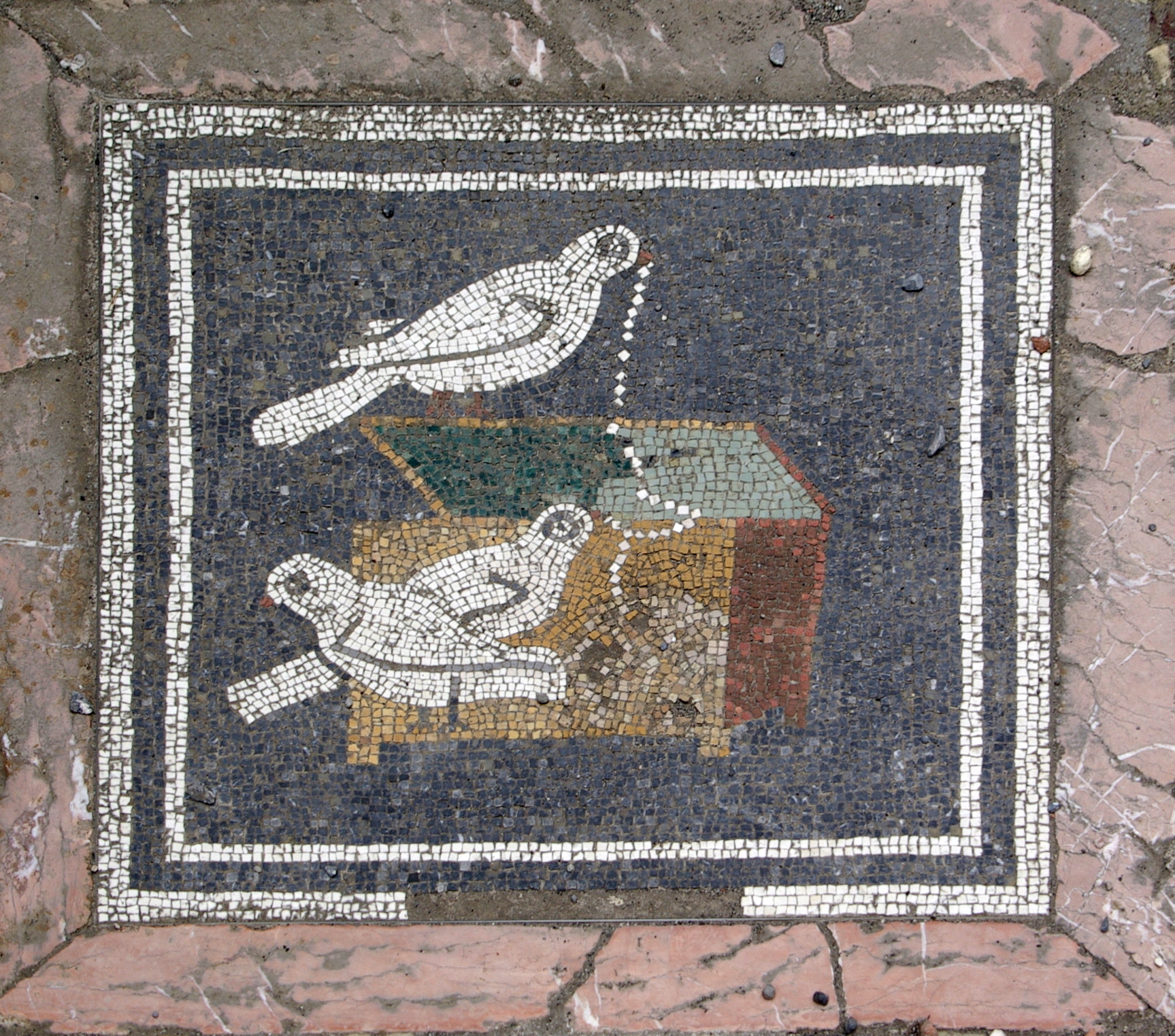
Colombes, mosaïque, Pompéi, maison du Faune.

Perfectionnée à Carthage, la technique de la mosaïque se généralise dans le monde romain à l'occasion des guerres puniques.
La mosaïque était beaucoup utilisée pendant l'Antiquité pour la décoration intérieure des maisons et des temples, notamment de leurs murs ou de leurs sols (« tapis en mosaïque » à l'intérieur d'une pièce d'habitation antique, ou « paillasson en mosaïque » à son entrée). Elle nous est devenue particulièrement familière depuis la découverte des sites romains bien conservés tels que Pompéi ou Herculanum. Passant par différents styles, la mosaïque romaine sera utilisée durant toute la période et toutes les régions de l'Empire romain. Les mosaïques romaines sont faites essentiellement de marbres, mais aussi parfois pour partie de pâtes de verre ou de coquillages.
La construction d'un complexe hôtelier en 2019 à Antakya a nécessité un programme préventif de recherches archéologiques qui a révélé une mosaïque qui s'étale sur 1 050 m2. Elle est ornée de motifs géométriques. Il est probable qu'elle recouvrait une place publique. Elle a été datée du IVe siècle. Sa dimension est remarquable au point que le projet immobilier devrait être modifié pour l'intégrer dans le complexe et permettre au public de pouvoir l'admirer.

### Mosaïque byzantine

Moïse, basilique Saint-Vital de Ravenne, VIe siècle.

Continuateurs des Grecs et des Romains, les Byzantins l'utilisent. À l'Oratoire carolingien de Germigny-des-Prés, on peut voir l'unique exemple existant encore en France d'une mosaïque inspirée de la mosaïque byzantine. Mais les deux grands lieux de la mosaïque byzantine sont Ravenne et Constantinople. La basilique Saint-Vital de Ravenne en offre un exemple, ainsi que la basilique Sainte-Sophie de Constantinople. D'autres, comme le Saint-Sépulcre de Jérusalem, ont été détruits. Les mosaïques byzantines sont essentiellement pariétales, et les tesselles d'or et de pâte de verre qui les composent ne sont pas posées de manière plane, ce qui crée de multiples reflets donnant une intensité particulière aux compositions.
L'art islamique à ses débuts a utilisé la mosaïque d'inspiration byzantine, comme on peut encore le voir à Jérusalem et à Damas ; ce sont des œuvres d'artistes grecs.

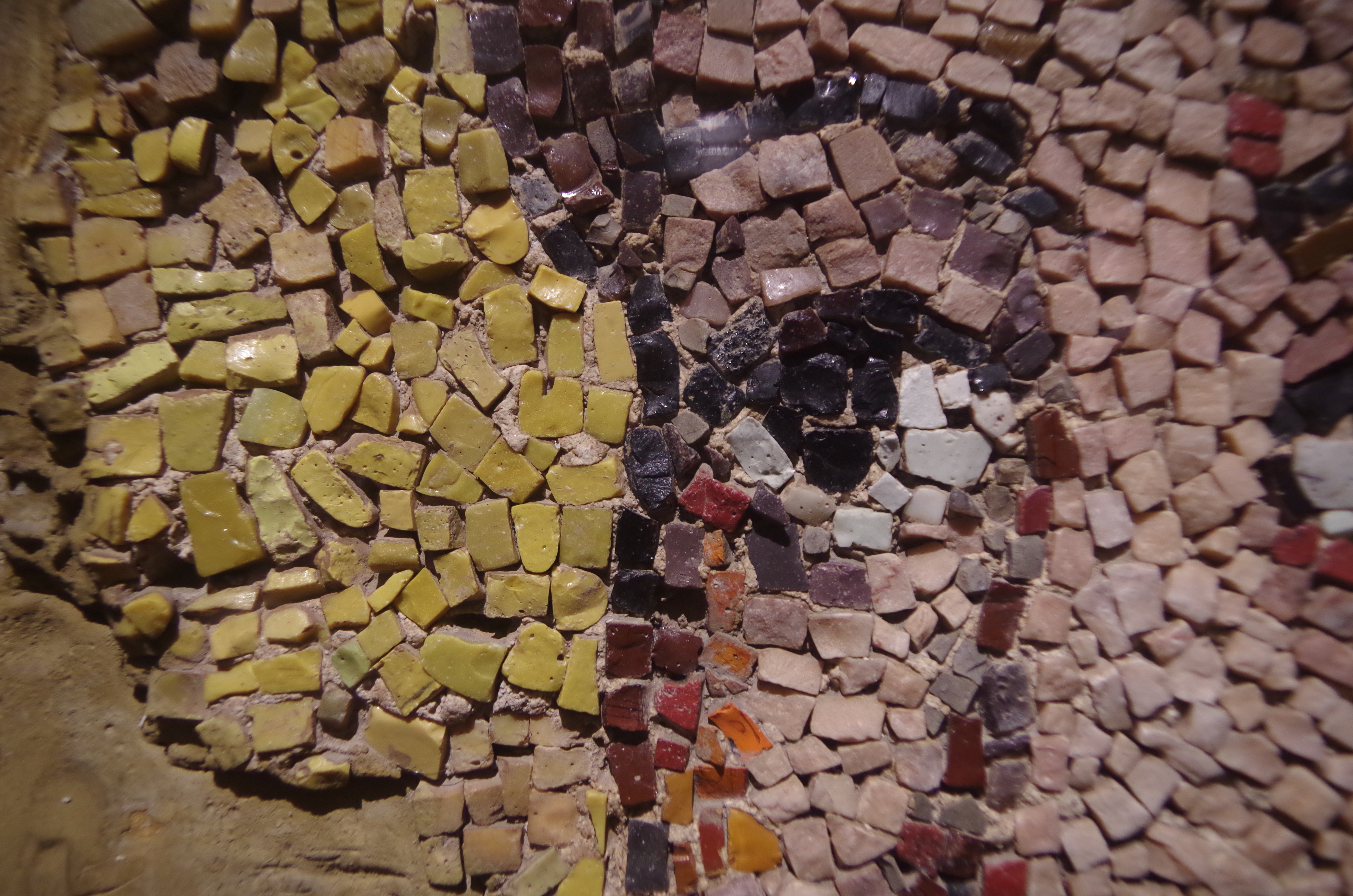
Détail d'une mosaïque en tesselles de pâte de verre (tête d'apôtre, fin VIII^{e} siècle, triclinium du Latran)

### Mosaïque au Moyen Âge
Au Moyen Âge, dans les zones qui ne sont pas sous influence de l'empire byzantin on préfère à la mosaïque les carreaux de céramique et plus particulièrement en Europe, les carreaux estampés moins coûteux, dans le Monde islamique, les carreaux de céramique lustrée. Cependant, quelques exemples subsistent, aux techniques plus proches de la mosaïque romaine, comme les mosaïques de l'Abbaye Notre-Dame de Ganagobie.

### Mosaïque de la Renaissance
Continuatrice de l'art byzantin, la Renaissance italienne l'emploie. Ainsi, nombre de représentations picturales ornant les murs de la basilique Saint-Pierre sont réalisées selon cette technique. Elle est à cette époque en concurrence avec la fresque. On souhaite à cette époque réaliser des mosaïques qui ressemblent le plus possible à la peinture : les joints séparant les tesselles sont infimes et les gammes chromatiques, avec l'apparition des émaux vénitiens, sont très étendues. On obtient alors des dégradés très subtils.
En Italie, la passion des Médicis, pour les objets en pierre semi-précieuse (onyx, jaspe, cornaline, améthyste, malachite, agate, marbre, lapis-lazuli) conduisit le grand-duc Ferdinand Ier de Médicis à fonder, à Florence en 1588, la Manufacture d’art spécialisée dans le travail des pierres dures. Dès la fin du XVIe siècle, la mode se répandit des vases et du mobilier en pierre dure et s’affirmèrent le goût et la technique de la mosaïque florentine. La manufacture poursuivit son activité pendant plus de trois siècles, et est devenue le musée de la Manufacture de pierres dures de Florence. Des objets décoratifs en lazurite, issus de l'ancienne manufacture (vases, coupes, cruches), sont aussi exposés au musée de l'Argenterie (Museo degli argenti (it)), au Palais Pitti, à Florence.

### Mosaïque russe

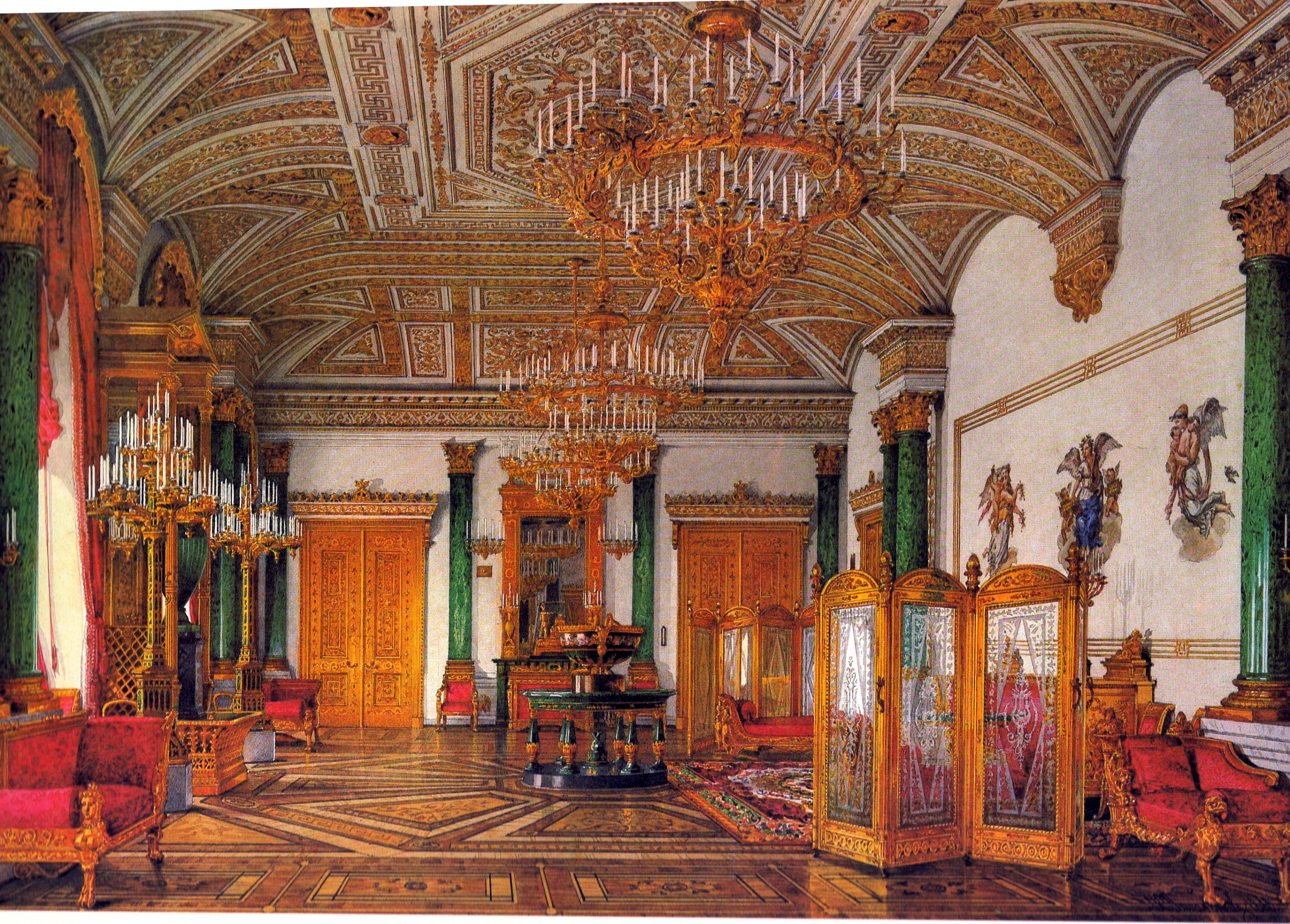
Constantin Oukhtomski, Le Salon des malachites au Palais d'Hiver (1865), localisation inconnue.

La technique florentine a été déclinée en Russie vers 1848, et adaptée par des maîtres lapidaires, pour le placage sur des objets d'art, de minces lamelles de pierres semi-précieuses, comme la malachite, le lapis-lazuli, ou la rhodonite.
Compte tenu de la richesse exceptionnelle des mines de l'Oural, en Sibérie, l'exploitation industrielle de la malachite, a permis de produire au XIXe siècle et en grande quantité, des objets d'art, afin de décorer les intérieurs d'immeubles, de palais ou de châteaux : le salon des malachites (en) du palais d’Hiver, à Saint-Pétersbourg, la cathédrale Saint-Isaac à Saint-Pétersbourg, le Grand Palais du Kremlin, à Moscou, ou en France, dans le salon des malachites au château du Grand Trianon à Versailles. Les objets d'art étaient réalisés dans les trois manufactures lapidaires impériales, de Peterhof, Ekaterinbourg, ou à la Manufacture lapidaire impériale de Kolyvan (ru).

### Mosaïque moderne
Avec la tendance de la peinture à l’huile durant la Renaissance, aucune nouvelle modification n’a vraiment été apportée à l’art de la mosaïque jusqu’au XIXe siècle. Mais à partir de l’époque victorienne, la mosaïque commence à connaître un renouveau en Europe occidentale sous la forme de micromosaïques. Elles consistaient à réaliser des broches, des bijoux ou bien de petits cadres photographiques représentants le plus souvent les ruines de la Rome antique ou des motifs végétaux très détaillés.
Cependant, la mosaïque moderne comme on la connait, naît au moment de la construction de l'opéra Garnier avec les mosaïques de Giandomenico Facchina. Celui-ci réalise alors les mosaïques en atelier par technique indirecte. Les mosaïques sont ensuite collées aux supports (sols, murs). Ce travail en atelier permet de faire baisser considérablement le coût de production de la mosaïque et connait alors un grand succès lors de l’Exposition universelle de 1855. Par la suite les mosaïques se diffuseront partout en France et seront réalisées en grande partie par des artisans immigrés de la région du Frioul en Italie. Ces mosaïques sont réalisées en émaux de Venise et en marbre.
Dans ce style de mosaïque moderne, on peut citer à Paris, le cul-de-four de l'abside de la basilique du Sacré-Cœur de Montmartre décoré de la plus grande mosaïque de France, couvrant une surface de 473,78 m2, conçue selon le dessin de Luc-Olivier Merson et exécutée de 1918 à 1922 avec des Émaux de Briare par les mosaïstes parisiens de l'Atelier Guilbert-Martin. La mosaïque représente le Sacré-Cœur de Jésus glorifié par l’Église catholique et la France.
On peut également noter la réalisation, entre 1933 et 1941, d'une grande mosaïque de 120, décorant le chœur de la basilique du Sacré-Cœur de Marseille, selon les cartons préparatoires réalisés par le peintre Henri Pinta.
En Italie, les pinacles ou tympans des façades des basiliques de Florence, d'Orvieto et de Sienne en Italie, sont complétés de mosaïques au XIXe siècle. Par la suite, le mouvement art Nouveau utilisera également la mosaïque en employant également la technique indirecte, mais en introduisant le grès et les émaux de Briare comme matériau composant les mosaïques.
Au début du XXe siècle, les artistes s'emparent également de la mosaïque comme Gustav Klimt (palais Stoclet à Bruxelles), ou Antonio Gaudí (Parc Güell à Barcelone). Gaudi usa de la technique dite du trencadis, c'est-à-dire qu’il utilisait des petits fragments de céramiques irréguliers récupérés à partir de débris de vaisselle ou de verre afin de recouvrir des supports. L’inspiration de l’époque, en termes de motifs et de style, provient souvent des productions de célèbres peintres tels Alfonse Mucha ou Eugène Grasse.
On peut aussi retrouver la présence de la mosaïque dans le style Art déco avec les mosaïstes des années 1930, les frères Odorico. Ils développeront un style de mosaïque unique présenté lors de l’Exposition internationale des Arts décoratifs et industriels modernes de Paris, en 1925 grâce à la naissance de la mosaïque industrielle et du ciment hydraulique.

### Mosaïque contemporaine

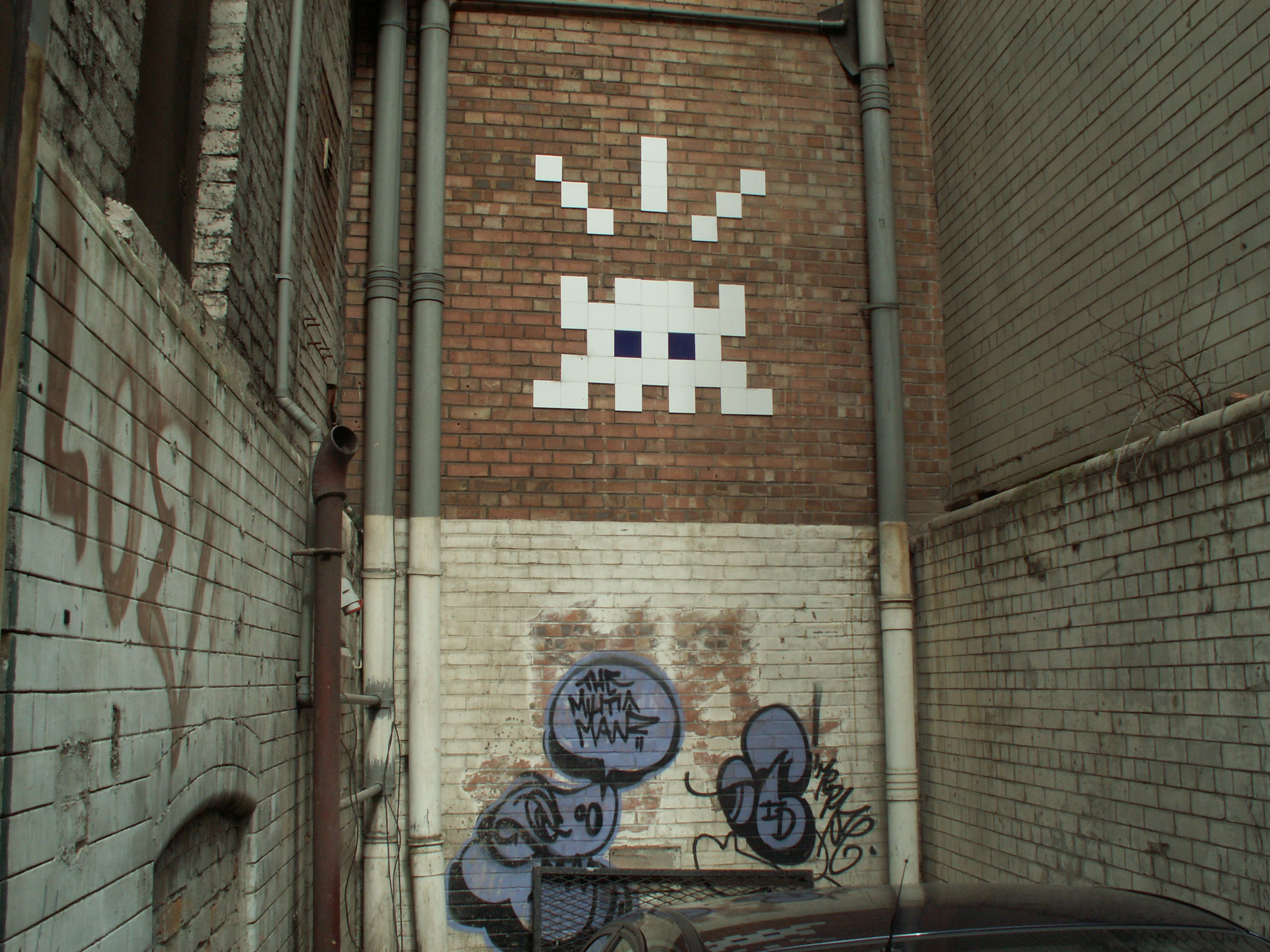
Invader, Space Invader, MAN 43, Manchester.

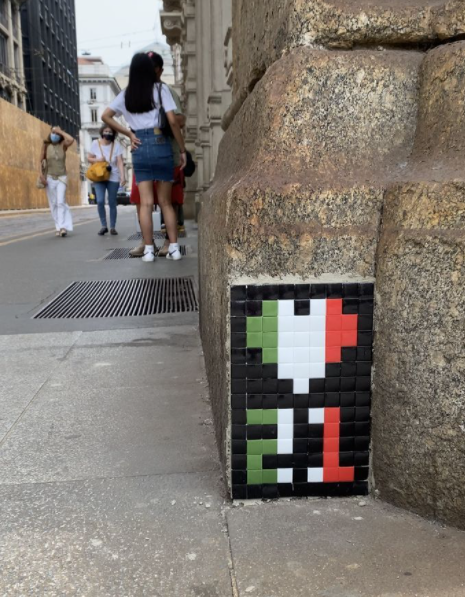
Técinka, IT 4, Milan.

La mosaïque contemporaine naît aux lendemains de la Seconde Guerre mondiale à Ravenne et est tout d'abord réalisée par des mosaïstes artisans réalisant des cartons de grands peintres comme Marc Chagall. Aujourd'hui la mosaïque contemporaine s'est affranchie de la peinture et nombre d'artistes dans le monde entier utilisent comme medium la mosaïque.
La mosaïque contemporaine prend de multiples formes, se mêlant parfois à d'autres mediums. En France on peut citer Invader, qui considére le pixel en tant que tesselle et diffuse (« envahit ») l'espace public de mosaïques inspirées du jeu vidéo Space Invaders. Depuis, de nouveaux artistes ont commencé à utiliser la mosaïque dans la rue : Stork et ses cigognes, Técinka et ses cœurs, MifaMosa avec ses illustrations de rue, Kidpier et son PopART , ou Ememem et ses pansements pour trottoir. Le pixel art, ancré dans la culture populaire, contribue alors à réinventer la notion de mosaïque pour la remettre au goût du jour. On peut citer par exemple l'évènement du Pixel War qui a eu lieu en 2017 et en 2022 sur la plateforme Reddit pour permettre à prêt d'un million d'utilisateurs de réaliser une toile collaborative et instantanée depuis chez eux.
Un autre courant de la mosaïque contemporaine use de matériaux qui ne sont pas traditionnellement utilisés dans la mosaïque : se mêlent alors papiers, déchets, métaux, et tout matériau pouvant être collé, fragmenté ou non, comme le pratique El Anatsui, qui crée des œuvres constituées d'un assemblage de matériaux recyclés.

## Technique

### Mosaïque mésopotamienne
La technique de la mosaïque était connue à Uruk : elle était constituée de cônes d'argile cuite à la base colorée, puis de briques de céramique colorés.

### Mosaïque grecque

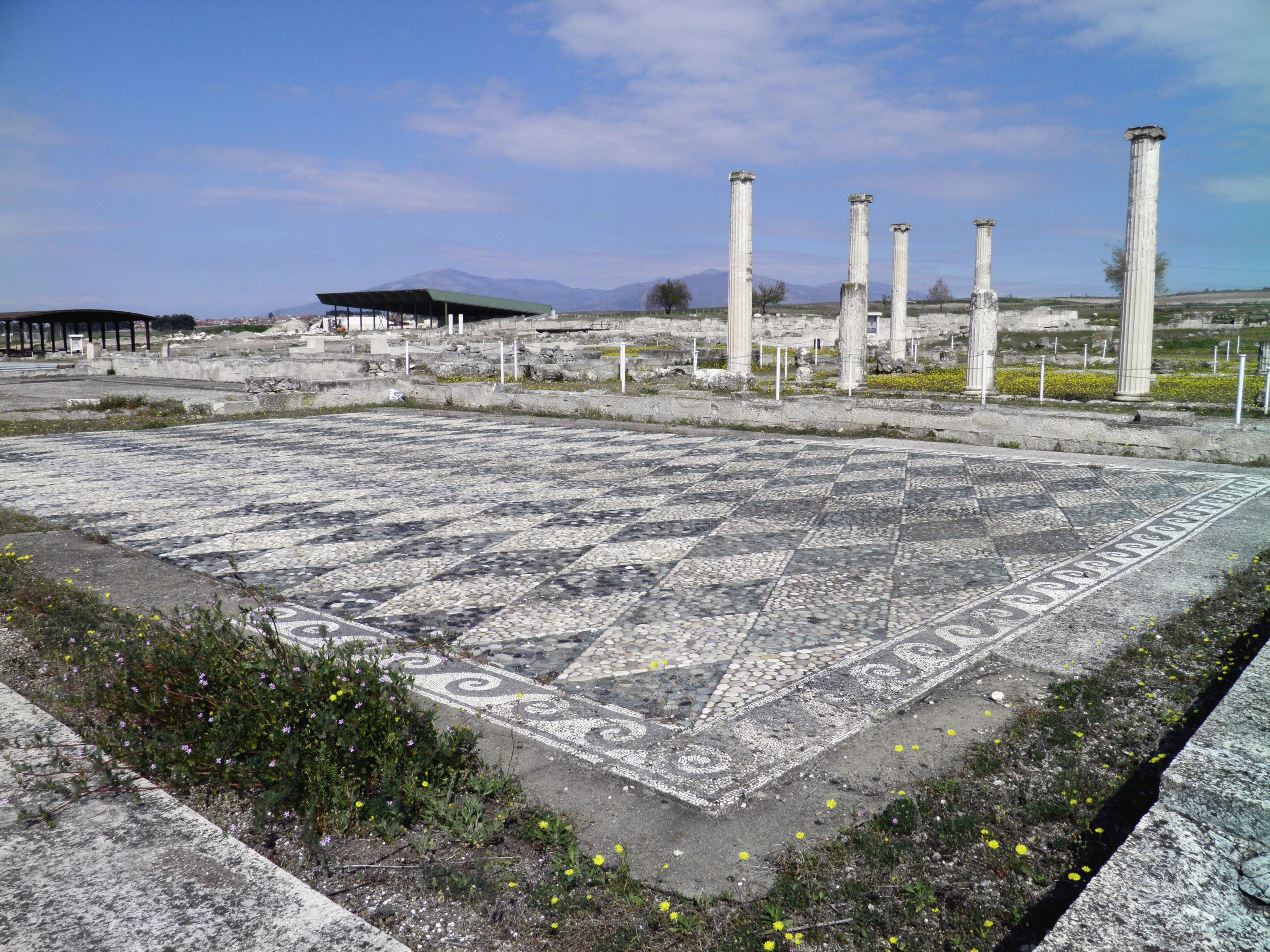
Mosaïque de galets dans l'atrium de la maison de Dionysos à Pella,

Développée en Grèce dès le VIIIe siècle av. J.-C., la mosaïque grecque est constituée de tesselles de galets non-retaillés. La transition vers la mosaïque romaine verra l'apparition de la marteline et la taille des tesselles constituant les mosaïques.

### Mosaïque romaine
La mosaïque romaine, faite de marbre, est largement diffusée dans tout l’empire. La taille d'éléments cubiques, les tesselles, à l'aide de la marteline est une évolution majeure de la mosaïque à cette époque. Les mosaïques recouvrent alors les sols mais aussi les murs.
Plusieurs opus (ou andamento : forme des tesselles et manière de les disposer) coexistent :
- le plus connu, l’opus tessellatum, emploie comme tesselles des abacules, c'est-à-dire des petits cubes de pierre, collés soit directement sur la surface à paver, soit sur un enduit intermédiaire ;
- il existe aussi l’opus sectile, qui utilise des fragments de tailles inégales de pierre, de marbre ou même de verre coloré (crustæ).

### Mosaïque byzantine

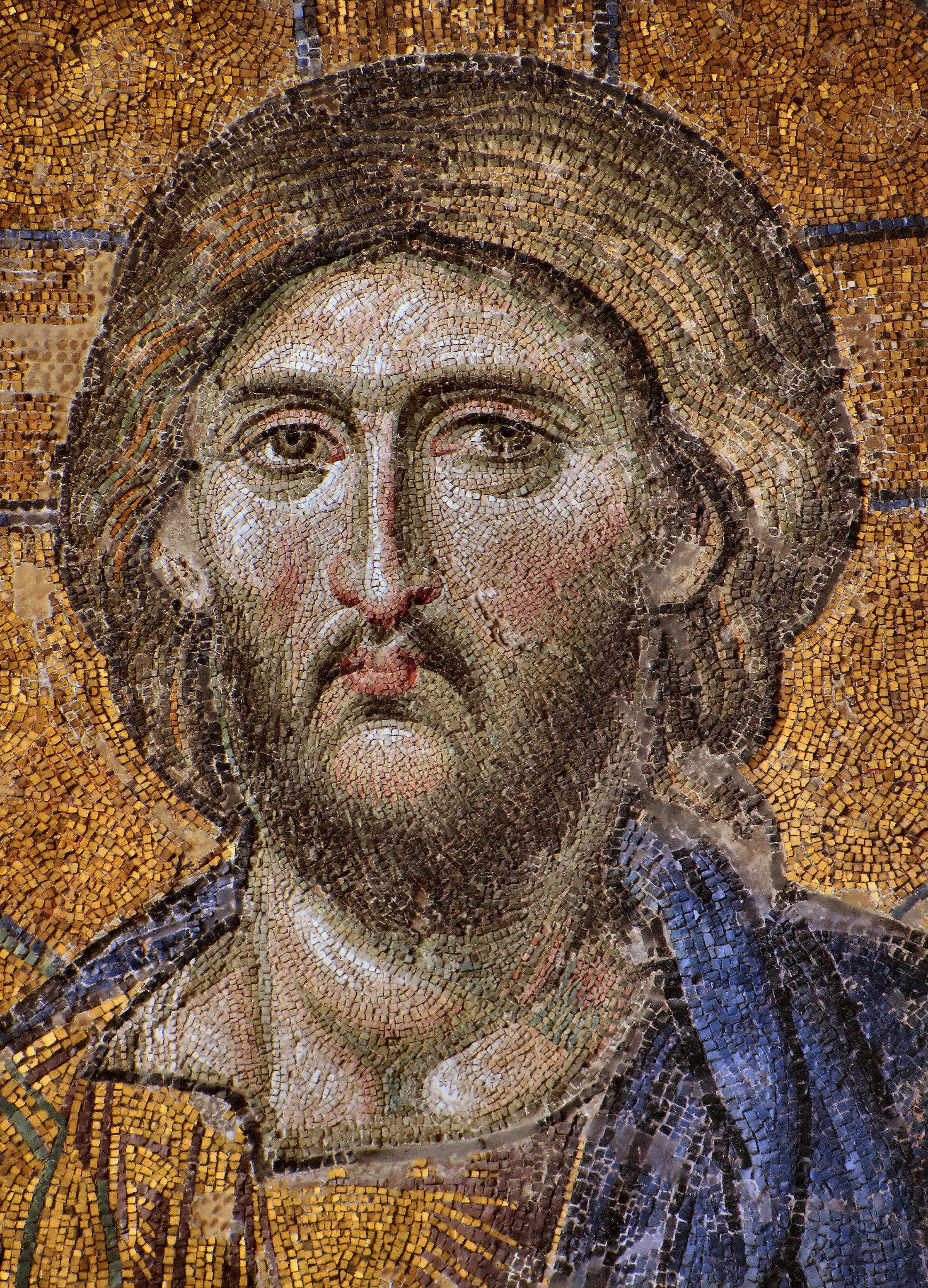
Le Christ Pantocrator de la mosaïque de la Déisis, 1261, Istanbul, basilique Sainte-Sophie.

La mosaïque byzantine est faite de pâte de verre et d'or (feuille d'or enfermée entre deux couches de verre). Elle est essentiellement murale et représente des thèmes de la religion chrétienne ou les chefs du pouvoir politique. Les matériaux sont taillés exclusivement à l'aide de la marteline et du tranchet.

### Mosaïque florentine
La mosaïque de pierres dures, marqueterie en mosaïque est faite de pierres semi-précieuses, découpés en morceau de différentes tailles, découpées avec un arc et sont par la suite assemblées (Opificio delle pietre dure).

### Mosaïque russe
Le tailleur de pierre ou maître lapidaire débite la pierre en petites plaques de deux à quatre millimètres d’épaisseur. Il les sélectionne méticuleusement d’après le dessin, les égrise, les polit et les colle une à une sur la base métallique ou de pierre du futur objet, tout en mastiquant savamment les joints entre les plaques avec des grains de malachite ou de lapis-lazuli. Les articles en malachite ou en lapis-lazuli, sont souvent dotés de détails en bronze doré, ce qui leur confère une apparence particulièrement somptueuse.

### Tesselles

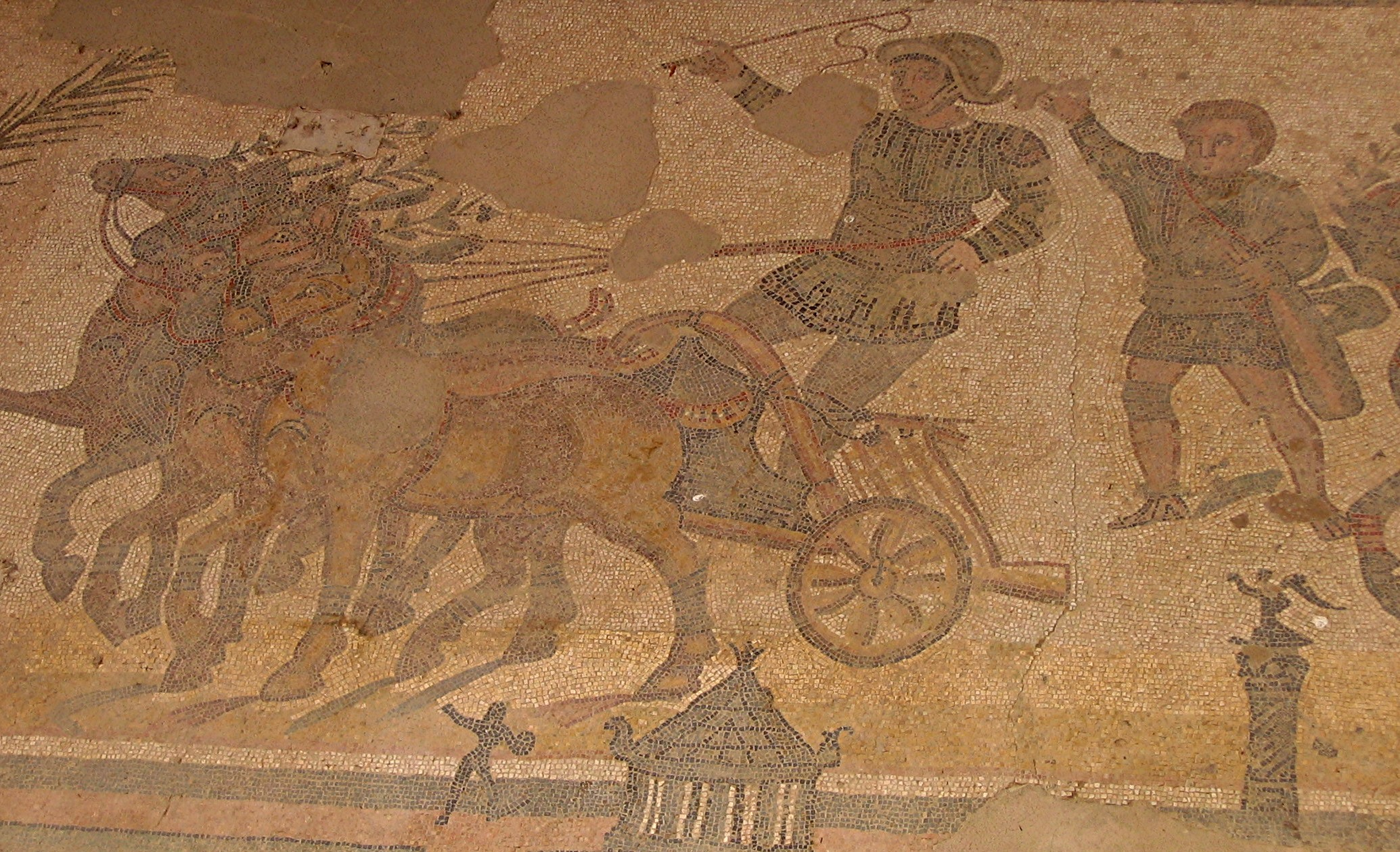
Quadrige, mosaïque du gymnase de la villa romaine du Casale en Sicile.

On distingue plusieurs types de matériaux, qui permettent des effets différents et ont chacun leurs avantages :
- galets ;
- la pâte de verre : effet de transparence, couleurs vives ;
- les émaux vénitiens ou smalts : très importante gamme chromatique, opacité et brillance du matériau ;
- les carreaux de grès : coupe facile et résistants au grand froid ;
- les émaux de Briare : très résistants et colorés mais plus difficiles à couper ;
- la céramique émaillée : grande gamme de couleurs, mais mauvaise conservation ;
- le marbre : nombreuses couleurs, grande résistance, mais c'est un matériau très lourd ;
- l'or et l'argent : on insère une feuille d'or ou d'argent dans une tesselle en verre ; la feuille est donc protégée et donne un effet de brillance ;
- en mosaïque contemporaine, tout matériau pouvant s'assembler peut-être constitutif de la mosaïque.

À Byzance, on utilise des pâtes de verre pour les décors muraux. L'intensité des couleurs est remarquable, mais ce matériau coûte cher et s'avère très fragile.

### Découpe
On utilise généralement pour tailler les tesselles, soit une marteline (sorte de marteau aux deux extrémités pointues) assortie d'un tranchet (ou « taillant »), soit deux types de pinces spéciales, appelées respectivement « pinces japonaises », qui ont la particularité de ne pas se joindre à leur extrémité, et les « pinces à molettes ».
Les deux types de pinces sont souvent actuellement renforcées en leurs extrémités par du carbure de tungstène (matériau très dur adapté pour la coupe du verre).

### Supports
Le support le plus courant est le mortier (sable et ciment) en raison de son faible coût et de son adaptation à différents environnements. On pose sur le mur un grillage, puis une couche de mortier d'au moins 13 mm d'épaisseur, ce qui protège la mosaïque des fissures.
On peut également trouver d'autres supports comme le bois (on le rend hydrofuge grâce à un traitement chimique, ou en le plongeant dans de l'huile bouillante), le verre, les fibres de bois pressées et collées ou le contreplaqué (d'époque contemporaine).

### Colles

#### Mosaïque romaine ou byzantine
Elles sont multiples. La plus utilisée est sans doute le mortier : applicable sur toutes les surfaces, on peut lui ajouter de la chaux pour ralentir le temps de prise.
On utilise également des colles à base de ciment et/ou de chaux, qui sont conçues en fonction du support, avec différents temps de prise. L'usage des deux types de colle blanche (normale et hydrosoluble) est également fréquent. Enfin, à l'époque contemporaine, on constate l'utilisation de silicone.

#### Mosaïque florentine ou russe
Dans le cas des mosaïques florentines ou russes, le procédé de collage des fines lamelles de pierre semi-précieuse, se faisait sur une base de mastic chaud, composé d'un mélange de cire et de colophane.
En Italie, les artistes modernes, créateurs ou restaurateurs de mosaïques florentines, utilisent un mélange de cire d'abeille et de résine chaude. Mosaïque de street art : le GAP invente la mosaïque solidaire

### Assemblage

#### Méthode directe
C'est la plus simple et la plus rapide des deux méthodes. Après avoir effectué un dessin au fusain sur le support, on applique une couche peu épaisse de colle sur les zones à travailler. On dispose d'abord les tesselles les plus grosses, puis on insère les plus petites ; cette disposition se fait de l'extérieur vers l'intérieur. Ensuite on applique une couche de ciment (pour faire les joints entre les tesselles) que l'on nettoie après séchage.

#### Méthode indirecte
On colle les tesselles à l'envers sur un support provisoire, pour obtenir une surface plane. Puis, on colle le tout sur le support définitif, et on enlève le fond provisoire. Le support provisoire préconisé dans les livres d'initiation à la mosaïque est très souvent le papier kraft. Cependant, ce type de papier est parfois sensible à la colle hydrosoluble et gondole. Les tesselles se trouvant sur les bosses vont ainsi se retrouver dans les creux lorsqu'on aura retourné et collé l'ensemble sur le support définitif. Le voile de polyester non étanche, étant totalement insensible à la colle hydrosoluble, permet d'obtenir des résultats proches de la planéité. De plus, son décollement est facilité par le fait que l'eau contenue dans le joint ou le ciment colle détrempe la colle hydrosoluble répartie sur le voile.

## Mosaïques par pays
Il y a deux capitales de la mosaïque dans le monde (expositions, restauration, enseignement) :
- à Ravenne en Italie. Outre les nombreuses mosaïques antiques célèbres dans cette ville et aux alentours, Ravenne est un lieu de création de mosaïques contemporaines, le Parco della Pace, intégrant des œuvres de mosaïstes de plusieurs pays du monde : il s'agit de Jerry W Carter (États-Unis), Margaret L. Coupe (Nouvelle-Zélande), Josette Deru (France), Edda Maly (Autriche), Alexandr Kornoukhov (Russie), Mimmo Paladino (Italie), Claude Rahir (Belgique), Bruno Saetti (Italie). Ce Parco della Pace a été inauguré en 1988 ;
- à Madaba en Jordanie.

### Algérie
- Mosaïque romaine :

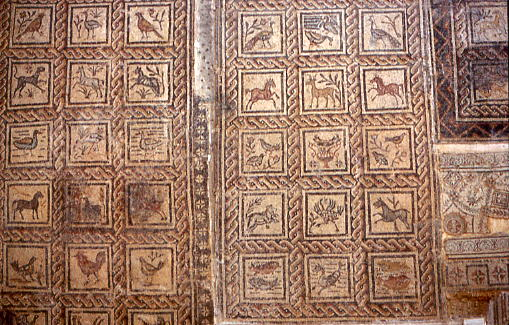
Mosaïque de Djemila (Algérie).

  - Collection importante du musée national de Cherchell à Cherchell ;
  - mosaïques de Djemila (Cuicul) ;
  - mosaïques d'Hippone ;
  - collection de mosaïques du musée public national des antiquités d’Alger.

### Belgique
- Mosaïque romaine :

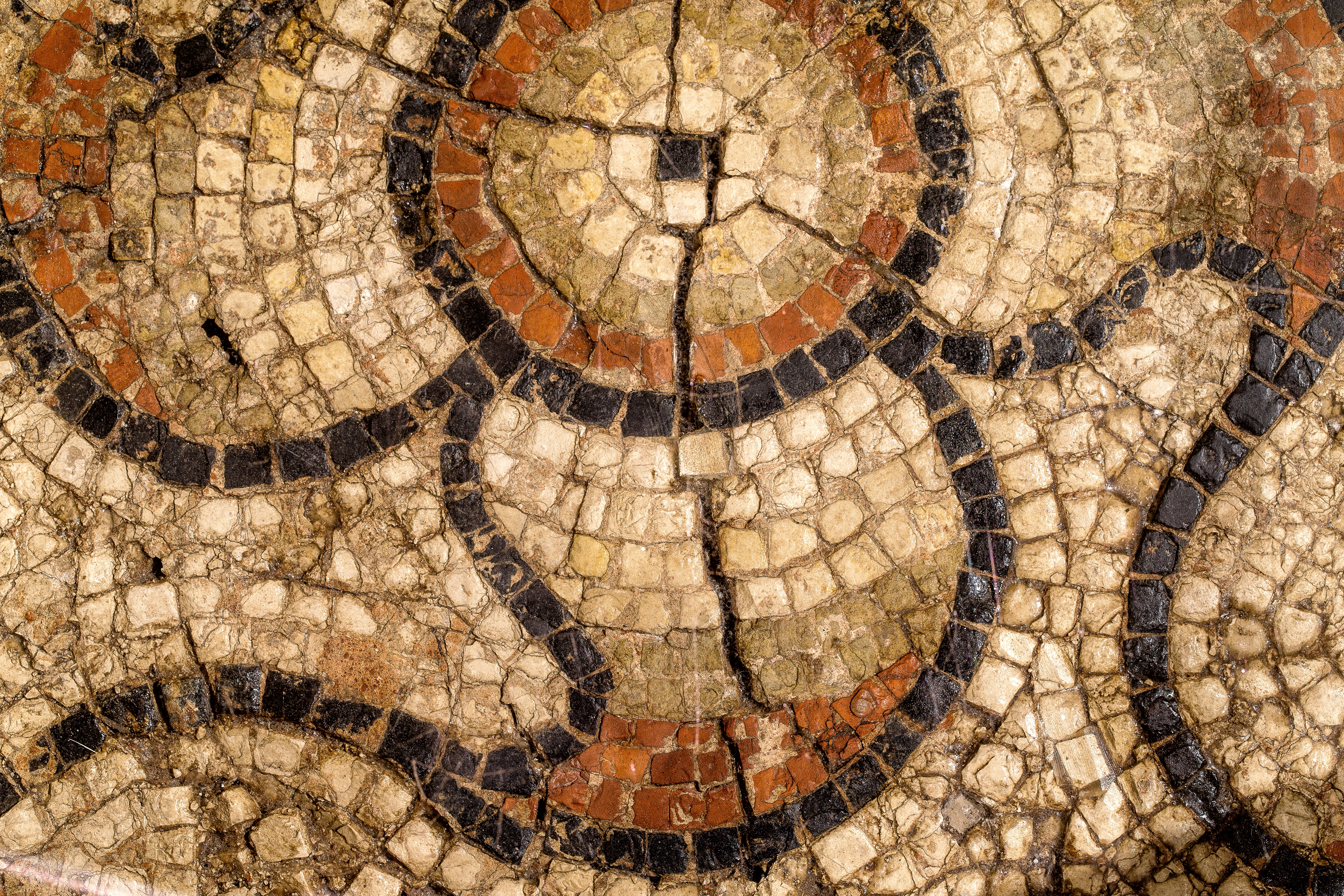
Mosaïque géométrique fragmentée en pierre calcaire et terra sigillata, 70-175 AD, trouvée à Tongres. Musée gallo-romain de Tongres (Belgique).

  - Mosaïques provenant d'Apamée en Syrie au musée du Cinquantenaire à Bruxelles.

### Cameroun et Afrique centrale

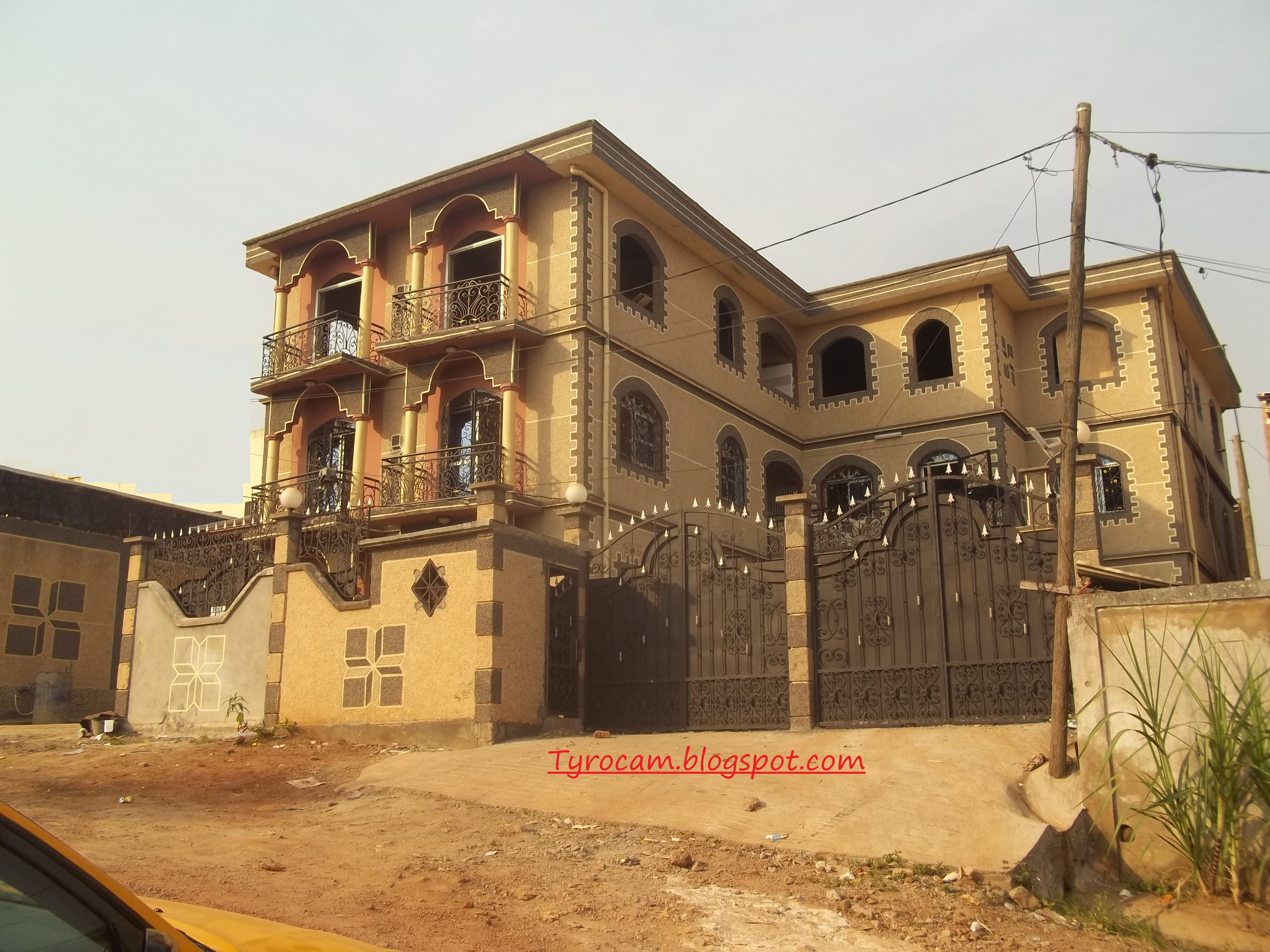
Mosaïque de grains au Cameroun.

- mosaïque grecque, faite de galets non taillés y est très employée ;
- mosaïque de grains, faite de graviers de différents types y est la plus employée. Parfois les pierres sont même teintées.

### Chypre
- Mosaïque romaine :
  - Mosaïques de Dionysos à Paphos ;
  - mosaïque byzantine[Où ?] ;
  - église de Kiti près de Larnaca : Vierge entre deux anges, une des rares mosaïques chrétiennes pré-iconoclastes subsistant en Orient.
- Mosaïque moderne :
  - monastère de Kykkos.

### Égypte
- Mosaïque byzantine :
  - Mosaïque de la Transfiguration au monastère Sainte-Catherine du Sinaï.
- Mosaïque grecque :
  - Karnak, bains grecs.

### Espagne
- Mosaïque romaine :

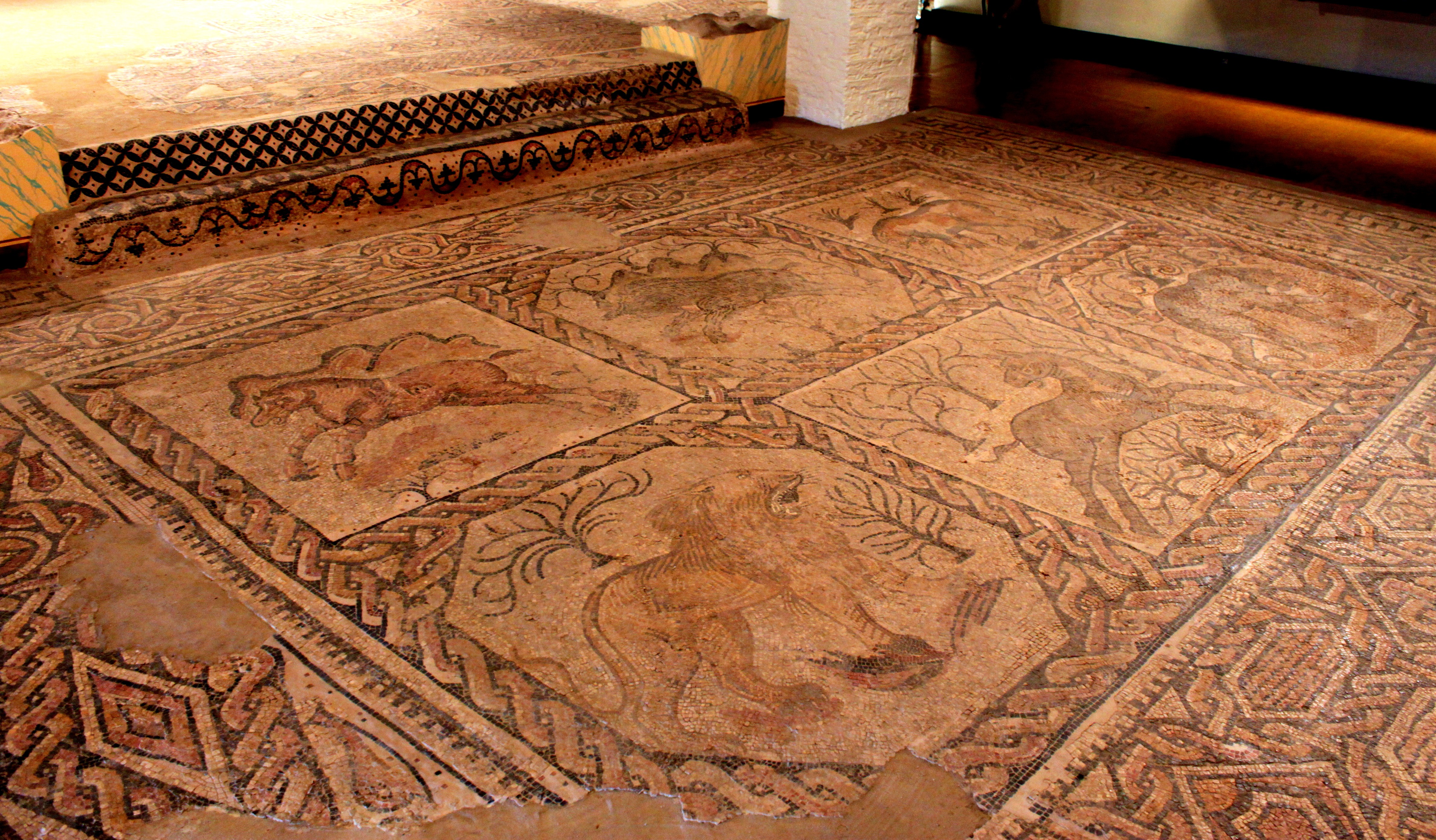
Mosaïque du Camino del Albalate, Calanda (province de Teruel).

  - La plus grande mosaïque figurative du monde à Villar de Domingo García[19],[20] ;
  - l'ancienne cité d'Itálica, à proximité de Séville : mosaïques conservées in situ, au musée archéologique de Séville ainsi que dans plusieurs palais de la ville (Casa de Pilatos, Palacio de la Condesa de Lebrija ;
  - les mosaïques conservées à l'Alcázar de Cordoue ;
  - la mosaïque de Ciavieja, à El Ejido ;
  - la mosaïque du Camino del Albalate (province de Teruel), conservée au musée provincial ;
  - la mosaïque de la maison d'Orphée de Caesaraugusta et celle de la maison de la calle Añón, conservées au musée de Saragosse ;
  - la villa romaine de La Olmeda, dans la province de Palencia (Castille-et-León) ;
  - la villa romaine de Baños de Valdearados (Baños de Valdearados, province de Burgos) ;
  - la villa romaine de Camarzana de Tera (province de Zamora) ;
  - la maison de l'amphithéâtre à Mérida, et le musée national d'art romain de la ville ;
  - les mosaïques de l'ancienne cité d'Ampurias ;
  - le musée national archéologique de Tarragone, ville romaine pendant 682 années ;
  - les mosaïques de la villa romaine de Paturro (Portmán, Région de Murcie) ;
  - la villa romaine de La Quintilla (Lorca) ;
  - le site archéologique de Complutum ;
  - les mosaïques conservées au musée archéologique national de Madrid (mosaïque du Triomphe de Bacchus).
- Mosaïque hispano-musulmane :
  - Les mosaïques de la mosquée-cathédrale de Cordoue.
- Mosaïque moderne :
  - Le parc Güell d'Antoni Gaudí à Barcelone (mosaïques en céramique) ;
  - le palais de la musique catalane à Barcelone, mosaïque réalisée par Lluis Bru d'après des dessins du maître Domenèch i Montaner.

### États-Unis
- Mosaïque moderne :
  - Le hall de l’hôtel Waldorf Astoria abrite la mosaïque de 150 000 tesselles La Roue de la vie, créée en 1931 par l'artiste français Louis Rigal ;
  - dans le cadre des Initiatives Arts for Transit, les stations de métro de New York sont garnies de mosaïques ornementales.

### France
- Mosaïque romaine :
  - Grande mosaïque de Lillebonne, représentant des scènes de chasse, conservée au musée des Antiquités de Rouen ;
  - mosaïque de la villa romaine de Séviac dans le Gers (Ier au IIIe siècle apr. J.-C.). 625 m2 de mosaïques de l'École d'Aquitaine ;
  - au musée de la civilisation gallo-romaine (Lyon), mosaïques de grande taille, dont une course de chars autour de bassins emplis d'eau ;
  - au musée gallo-romain et site archéologique de Saint-Romain en Gal, mosaïque de Lycurgue ;
  - mosaïques de la villa gallo-romaine de Loupian (Hérault), entre le Ier siècle av. J.-C. et le Ve siècle apr. J.-C. Ensemble de 500 m2 de mosaïques restaurées et conservées in situ ;
  - mosaïque du musée d’Arles et de la Provence Antique ;
  - Mosaïque de Grand dans les Vosges ;
  - mosaïques de la villa gallo-romaine de Montcaret.
- Mosaïque byzantine et médiévale :
  - la mosaïque du monastère de Ganagobie, d'une surface de près de 80 m2, est composée de grès, calcaire et marbre. Ces motifs représentent des créatures et animaux fabuleux, des chevaliers, Saint Georges terrassant le dragon ;
  - à Germigny-des-Prés, unique mosaïque d'époque et de facture byzantines existant en France, représentant l'Arche d'alliance entre deux anges ;
  - pavement du chœur de l'abbatiale Saint-Benoît-sur-Loire ;
  - mosaïque des quatre fleuves du XIIe siècle, décorant le sol de la chapelle Saint Nicolas, dans l'ancien palais épiscopal de Die.
- Mosaïque moderne :
  - La crypte des mosaïques de l'Espace culturel du christianisme à Lyon (XIXe siècle)

- - mosaïques de l'Opéra Garnier à Paris ;

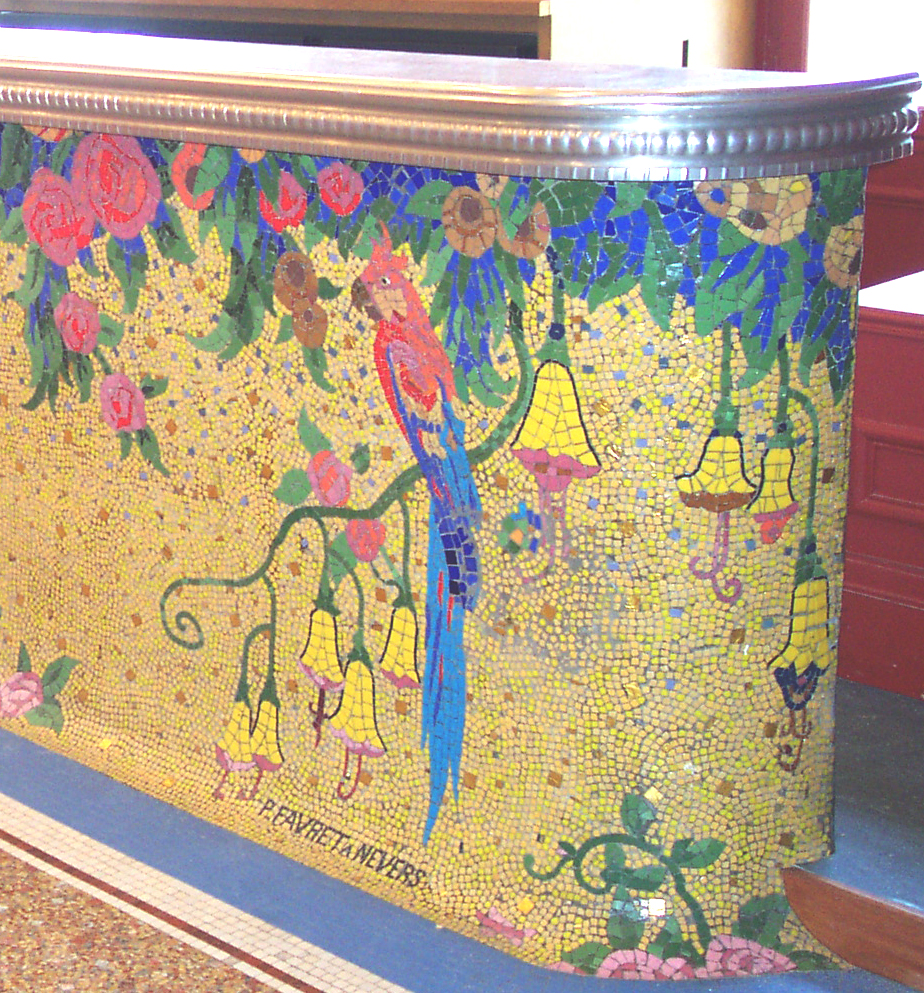
Pietro Favret, mosaïque du bar de la salle de fêtes de Montargis, émaux de Briare (1925).

  - mosaïque d'après un dessin d'Ernest Hébert sur le cul-de-four de l'abside du Panthéon de Paris, réalisée de 1875 à 1884 par l'atelier Guilbert-Martin ;
  - mosaïques d'Isidore Odorico à Rennes, pour l'intérieur de la Piscine Saint-Georges ;
  - mosaïques d'Isidore Odorico à Angers, à la Maison bleue et la Compagnie française d'aviation ;
  - mosaïques par Pietro Favret en émaux de Briare pour la salle des fêtes de Montargis ;
  - mosaïques de la Maison Picassiette à Chartres ;
  - mosaïques du Sacré-Cœur, à Paris, notamment par Henri Bichi ;
  - mosaïque en émaux de Briare d'après un dessin de Luc-Olivier Merson sur le cul-de-four de l'abside de la basilique du Sacré-Cœur à Paris, mosaïque réalisée de 1918 à 1922, par l'atelier Guilbert-Martin. Avec une surface de 473,78 m2, c'est la plus grande mosaïque de France ;
  - mosaïques de la basilique Notre-Dame de Fourvière à Lyon par Isidore Odorico père ;
  - mosaïques de la basilique Notre-Dame-du-Rosaire de Lourdes : intérieur par Giandomenico Facchina, façade par Marko Ivan Rupnik ;
  - pavement de la villa Kérylos à Beaulieu-sur-Mer ;
  - mosaïques d'art urbain de Moreje, Invader, Ememem, MifaMosa ;
  - mosaïques de la basilique Sainte-Thérèse de Lisieux ;
  - mosaïques de la coupole et du transept, Mausolée de Bourgogne réalisées de 1898 à 1914 par René Martin d'après les dessins de Georges-Antoine Rochegrosse, restaurées depuis 2014 par Jérôme Clochard.

### Grèce
- Mosaïque macédonienne :

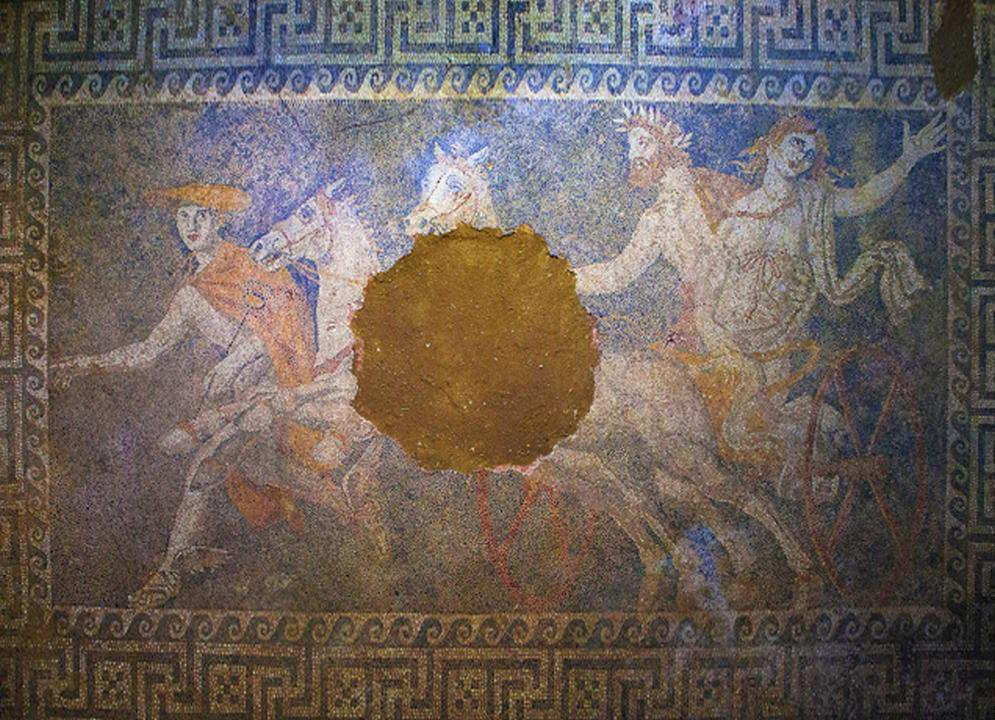
Mosaïque du tombeau d'Amphipolis, Grèce.

  - mosaïques de galets du site de Pella ;
  - mosaïque de galets dans la deuxième chambre funéraire du Tombeau d'Amphipolis, découverte à l'automne 2014, représentant l'enlèvement de Perséphone[21].
- Mosaïques hellénistiques
  - Mosaïques de Délos
- Mosaïque byzantine :
  - église Sainte-Sophie de Thessalonique ;
  - monastère de Daphni ;
  - monastère Osios Loukas, en Thébaïde, ensemble exceptionnel du XIIe siècle.

### Italie
- Mosaïque romaine :

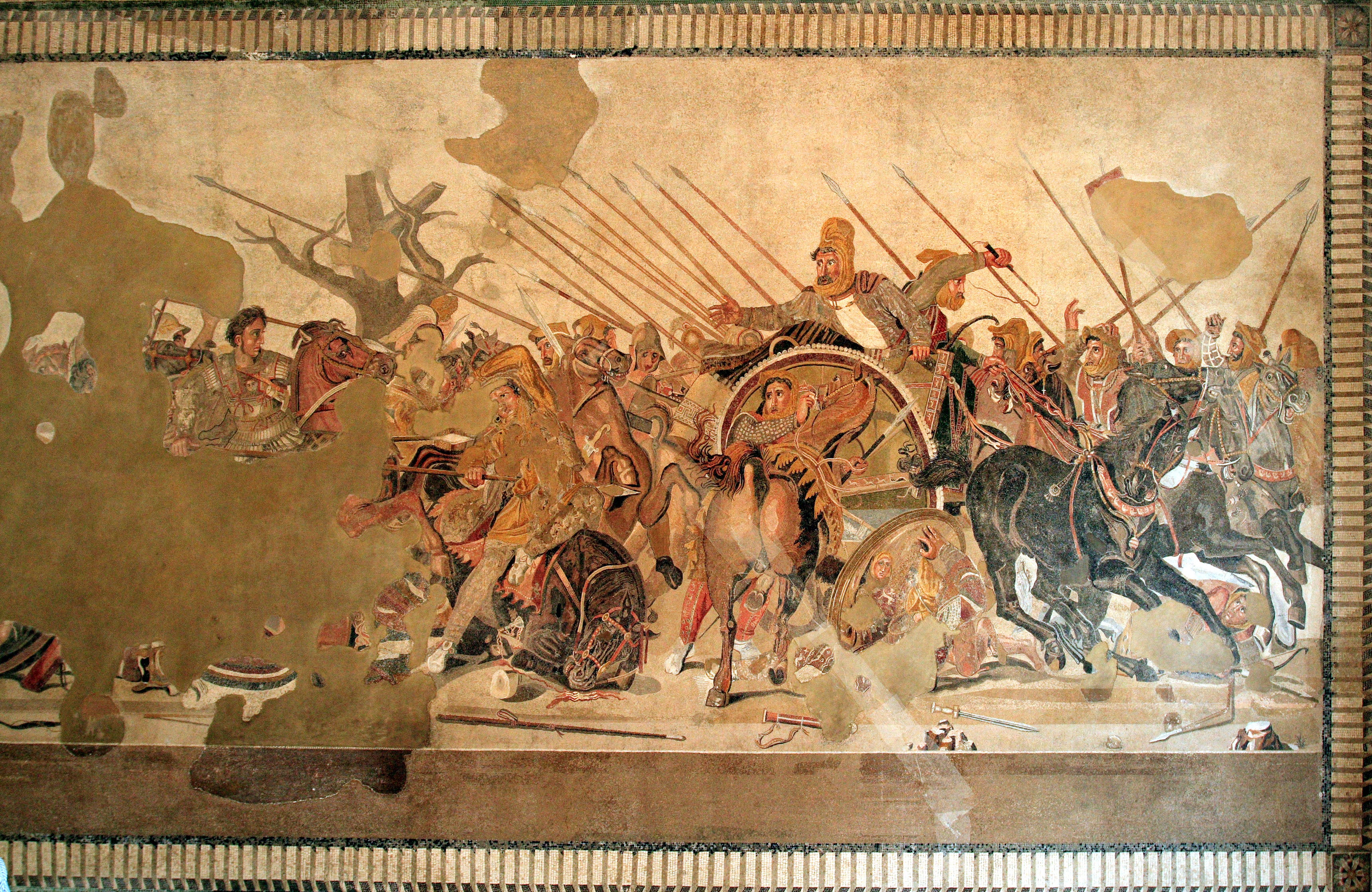
Mosaïque de la bataille d'Issos, maison du Faune à Pompéi, environ, Naples, musée archéologique national.

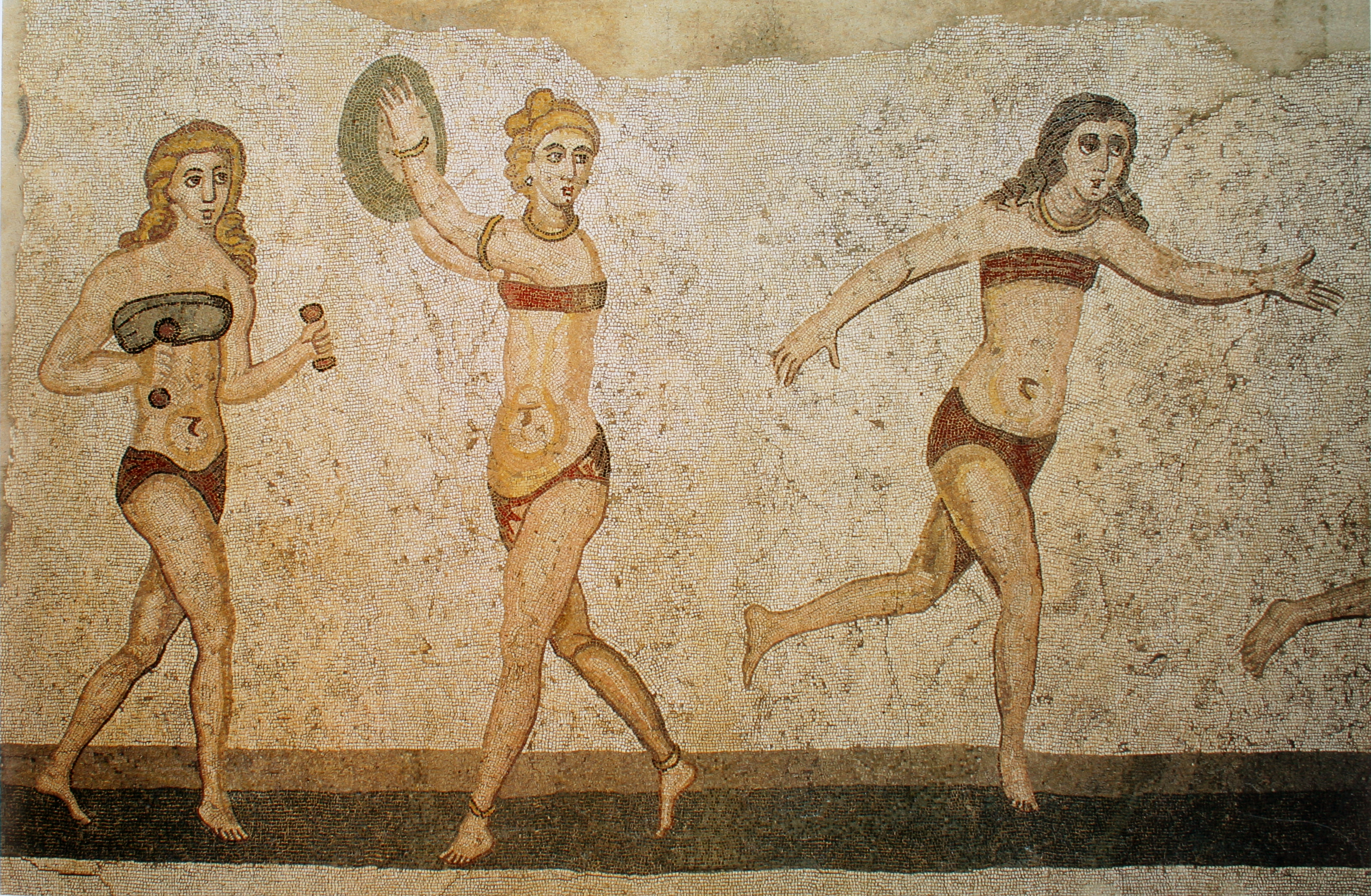
Mosaïque dite « des Bikinis », villa romaine du Casale, Sicile.

  - mosaïques de Pompéi, dont la Mosaïque de la bataille d'Issos dite aussi Mosaïque d'Alexandre ;
  - mosaïques d'Ostie ;
  - mosaïques de la villa romaine du Casale en Sicile (3 500 m2 de mosaïques du IVe siècle).
  - Mosaïques du IVe siècle de la basilique patriarcale d'Aquilée.
- Mosaïque de l'époque de Justinien :
  - basilique Saint-Vital de Ravenne à Ravenne ;
  - mausolée de Galla Placidia à Ravenne.
  - Basiliques Saint-Apollinaire-le-Neuf et Saint-Apollinaire-in-Classe à Ravenne
  - Baptistères des Orthodoxes et des Ariens à Ravenne
  - Chapelle Sant'Andrea à Ravenne
- Mosaïque médiévale :
  - Palerme, Cefalu, Monreale[22], Torcello et Venise (basilique Saint-Marc).
- Mosaïque du XIXe siècle :
  - les pinacles ou tympans des façades des basiliques d'Orvieto, de Sienne[9], de Florence, complétant le style gothique originel au moment de l'engouement du style néogothique.
- Mosaïque contemporaine :
  - le Jardin des Tarots de Niki de Saint Phalle à Capalbio en Toscane.

### Jordanie
- Mosaïque romaine :
  - plan de la Terre Sainte, à Madaba en Jordanie et autres mosaïques dans la ville.
- Mosaïque byzantine :
  - mosaïques de la grande mosquée des Omeyyades à Damas.

### Maroc
- Mosaïques romaines à Volubilis.

### Royaume-Uni
- Mosaïque moderne :

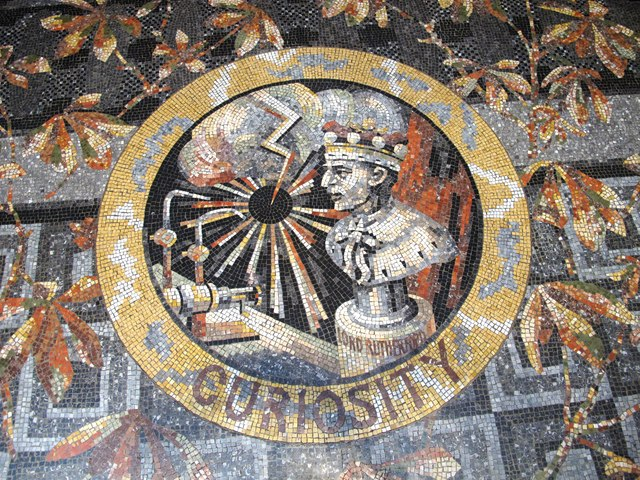
Boris Anrep, La Curiosité (incarnée par le physicien Ernest Rutherford), 1952, Londres, National Gallery.

  - mosaïques de Boris Anrep à la National Gallery de Londres.
  - mosaïques de Boris Anrep à la cathédrale de Westminster (Londres).
  - mosaïques de Boris Anrep au siège de la Banque d'Angleterre (Londres).

### Russie
- Mosaïques de Mikhaïl Lomonossov (1711-1765).

### Suisse
- Mosaïque romaine :
  - mosaïques à la villa gallo-romaine de Vallon.
  - mosaïques à la villa gallo-romaine d'Orbe-Boscéaz.

### Syrie
- Mosaïque romaine :
  - ensemble exceptionnel de Shahba (Philippopolis) au sud de la Syrie.

### Tunisie
- Mosaïque romaine :

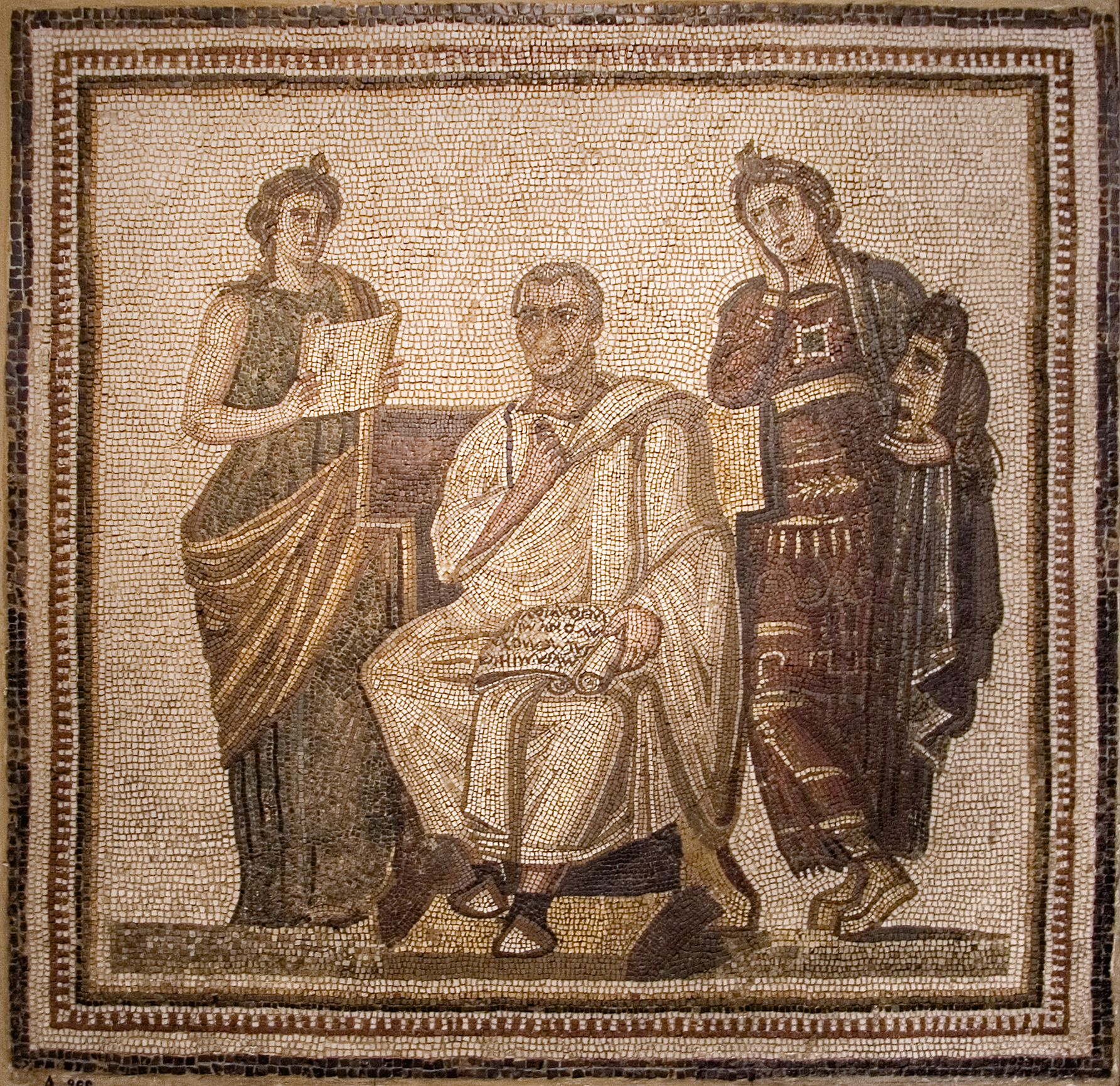
Mosaïque de Virgile, Tunis, musée national du Bardo.

  - exceptionnelle collection du musée national du Bardo à Tunis ;
  - le musée archéologique de Sousse ;
  - le musée archéologique d'El Jem.

### Turquie
- Mosaïque byzantine :
  - basilique Sainte-Sophie, Istanbul ;
  - église Saint-Sauveur-in-Chora (Karié Djami) à Istanbul, ensemble exceptionnel de l'enfance de la Vierge.

À Gaziantep se trouve le musée de Zeugma, aussi appelé musée archéologique de Gaziantep, dans lequel se trouve un ensemble de mosaïques découvertes lors des fouilles de l'ancienne ville de Zeugma, parmi lesquelles se trouve la mosaïque de la Bohémienne.

## Évocations dans la fiction
L'écrivaine française George Sand publie en 1838 un roman historique, Les Maîtres mosaïstes, où elle évoque la vie des mosaïstes à Venise au XVIe siècle ainsi que les origines et l'intérêt de l'art de la mosaïque depuis l'Antiquité grecque.

## Métaphore de la mosaïque en sciences
Le terme de « mosaïque » est souvent utilisé, dans un sens métaphorique, dans les sciences et notamment en biologie : gènes (cf. mosaïque (génétique), virus de la mosaïque du tabac, mosaïque (pathologie végétale), mosaïques membranaires, chimère… Georges Chapouthier a proposé le concept de mosaïque pour définir la complexité des êtres vivants, puisqu’à chaque étage du vivant (cellule, organisme, population…), comme dans une mosaïque au sens artistique, le « tout » laisse une large autonomie à ses parties, qui se comportent alors un peu comme des tesselles. Le terme a été étendu par Jean Audouze et ses collaborateurs aux astres, à la robotique et à l'urbanisme. En sciences sociales, le recours à la mosaïque est le prétexte technique et métaphorique pour assurer le développement d'un quartier. Celui des Hauts de Chartres, lieu d'une ancienne cité de transit, a donné lieu au récit le quartier Picassiette, un essai de développement social de Patrick Macquaire.